# Stade Pershing
Het Stade Pershing is een multifunctioneel stadion in het Bois de Vincennes, in de hoofdstad van Frankrijk, Parijs. Het stadion werd gebruikt voor voetbal-, rugby- en atletiekwedstrijden. Het is vernoemd naar John Pershing (1860–1948), Amerikaans militair. 

## Historie
De opening van het stadion was in 1919. In dat jaar was het gelijk gastheer op de Inter-Allied Games, een sportevenement dat werd gehouden tussen 22 juni en 6 juli 1919 voor militairen die tijdens de Eerste Wereldoorlog hadden gediend voor de geallieerden.
In 1922 werden ook de Women's World Games gespeeld in dit stadion.
In het stadion werd tussen 1921 en 1924 vier keer de finale gespeeld van de Franse voetbalbeker, de Coupe de France.
In 1924 werd het stadion gebruikt voor vier voetbalwedstrijden op de Olympische Zomerspelen van 1924.
Vanaf de jaren 60 is een groot deel van het stadion afgebroken. Overgebleven is wel een sportcomplex met veel verschillende sportvelden.

## Interlands
| Voetbalinterlands | Voetbalinterlands | Voetbalinterlands          | Voetbalinterlands | Voetbalinterlands | Voetbalinterlands |
| №                 | Datum             | Wedstrijd                  | Uitslag           | Competitie        | Toeschouwers      |
| ----------------- | ----------------- | -------------------------- | ----------------- | ----------------- | ----------------- |
| 1                 | 5 mei 1921        | Frankrijk – Engeland       | 2–1               | vriendschappelijk | 30.000            |
| 2                 | 13 november 1921  | Frankrijk – Nederland      | 0–5               | vriendschappelijk | 15.000            |
| 3                 | 22 april 1923     | Frankrijk – Zwitserland    | 2–2               | vriendschappelijk | 20.000            |
| 4                 | 10 mei 1923       | Frankrijk – Engeland       | 1–4               | vriendschappelijk | 30.000            |
| 5                 | 17 mei 1924       | Frankrijk – Engeland       | 1–3               | vriendschappelijk | 20.000            |
| 6                 | 25 mei 1924       | Verenigde Staten – Estland | 1–0               | Olympische Spelen | 8.110             |
| 7                 | 25 mei 1924       | Litouwen – Zwitserland     | 0–9               | Olympische Spelen | 8.110             |
| 8                 | 27 mei 1924       | Litouwen – Egypte          | 0–10              | vriendschappelijk | 1.000             |
| 9                 | 29 mei 1924       | Italië – Luxemburg         | 2–0               | Olympische Spelen | 4.254             |
| 10                | 1 juni 1924       | Egypte – Zweden            | 0–5               | Olympische Spelen | 6.484             |
| 11                | 19 april 1925     | Frankrijk – Oostenrijk     | 0–4               | vriendschappelijk | 25.000            |
| 12                | 11 april 1926     | Frankrijk – België         | 4–3               | vriendschappelijk | 25.000            |